# 杰逊湾
 杰逊湾是马来西亚柔佛州哥打丁宜县素里里的一處海灣及旅遊熱點。杰逊湾面向南海,長達12公里,距離哥打丁宜約28公里。

## 名稱由來
殖民地時期,此處被稱為杰逊湾(Jason's Bay) 獨立後改為Teluk Mahkota (意指皇冠灣)。